# توبياس ماير
توبياس ماير (بالألمانية:Tobias Mayer) (ولد في مارباخ، 17 فبراير 1723- توفي فيغوتينغن، 20 فبراير 1762)، فلكي ألماني وعالم الرياضيات والفيزيائي والجغرافي و رسام الخرائط أستاذ الاقتصاد والرياضيات بجامعة غوتينغن و مدير مرصدها
ولد في مارباخ في فورتمبيرغ بألمانيا حالياً وترعرع في اسلنغن في ظروف سيئة، في عام 1731 بعمر ثمان سنوات فقد والده وأصبح يقيم بدار للأيتام، تعلم العلوم والرياضيات بنفسه ومن أجل ان يكسب لقمة العيش عمل بتدريس الرياضيات في حين لايزل صغيراً، وبسبب موهبته الكبيرة تمت ترقيته مؤقتا من قبل عمدة مدينة اسلنغن.
عمل مع هومان بمعهد رسم الخرائط في نورمبرغ عام 1746 ، قدم العديد من التحسينات في رسم الخرائط ، واكتسبت سمعة علمية أدت لأنتخابه لكرسي الاقتصاد والرياضيات في جامعة غوتنغن و في 1754 أصبح هو المشرف على المرصد، حيث عمل فيه حتى وفاته.